# 鷲巻村
鷲巻村（わしまきむら）は、かつて新潟県中蒲原郡にあった村。1955年3月31日の新設合併によって消滅し、現在は新潟市南区の一部となっている。
以下の記述は合併直前当時の旧鷲巻村に関しての記述であり、現在では名称等が異なる場合がある。なお、ここに記述されていない内容に関しては新潟市などの記事を参照。

## 沿革
- 1889年（明治22年）4月1日 - 町村制施行に伴い中蒲原郡鷲ノ木新田、東笠巻新田、西笠巻新田、西笠巻村、引越村が合併し、鷲巻村が発足。
- 1955年（昭和30年）3月31日 - 中蒲原郡白根町、新飯田村、庄瀬村、臼井村、大郷村、根岸村、小林村、茨曽根村と合併し、白根町を新設して消滅。

## 地域
鷲巻村は、合併した村名を継承する以下の大字で構成される。
鷲ノ木新田（わしのきしんでん）
1889年（明治22年）まであった鷲ノ木新田の区域。現在の新潟市南区鷲ノ木新田。
東笠巻新田（ひがしかさまきしんでん）
1889年（明治22年）まであった東笠巻新田の区域。現在の新潟市南区東笠巻新田。
西笠巻新田（にしかさまきしんでん）

1889年（明治22年）まであった西笠巻新田の区域。現在の新潟市南区西笠巻新田。
西笠巻（にしかさまき）

1889年（明治22年）まであった西笠巻村の区域。現在の新潟市南区西笠巻。
引越（ひっこし）

1889年（明治22年）まであった引越村の区域。現在の新潟市南区引越。